# Loin du Vietnam
Loin du Vietnam és una pel·lícula documental francesa de 1967 dirigida per Joris Ivens, Claude Lelouch, Alain Resnais, Agnès Varda, Chris Marker, Jean-Luc Godard, i William Klein.

## Argument
En set parts diferents, Godard, Klein, Lelouch, Marker, Resnais i Varda mostren les seves simpaties pels nord-vietnamites durant la Guerra del Vietnam.

## Repartiment
- Anne Bellec
- Karen Blanguernon
- Bernard Fresson
- Claude Ridder
- Maurice Garrel
- Jean-Luc Godard: ell mateix
- Chi Minh Ho: ell mateix (imatges d'arxiu)
- Valérie Mayoux
- Marie-France Mignal

## Gènesi de la pel·lícula
Al final de l'any 1966 Chris Marker reuneix alguns dels seus amics decidits, com ell, a crear una pel·lícula en solidaritat amb la lluita del poble vietnamita. Com té per costum prefereix optar pel paper d'arquitecte a l'ombra i de coordinar el conjunt dels protagonistes que seran portats a crear l'obra comuna. Després de diverses reunions, un grup de directors es llançarà finalment a l'aventura, es tracta de:Alain Resnais, Jean-Luc Godard, William Klein, Claude Lelouch, Agnès Varda, Joris Ivens i Michèle Ray.
 Els diferents rodatges es desenvoluparan en el transcurs de l'any 1967 amb el suport militant d'aproximadament dos-cents tècnics de cinema que posaran voluntàriament el seu temps en funció de les seves possibilitats.
 L'organització general és assegurada per la muntadora Jacqueline Meppiel i la part administrativa per Andréa Haran.
Però la pel·lícula es beneficiarà igualment del suport de nombrosos col·laboradors artístics entre els quals els dibuixants Folon i Roland Topor, els músics Michel Legrand, André Delvaux, Michel Fano i Barney Willen, el coreògraf Maurice Béjart, els fotògrafs Roger Pic, Marc Riboud i Bernard Couret, els escriptors Jacques Sternberg, Jorge Semprun, Jean Cayrol i François Maspéro, i finalment els periodistes Anne Philipe, Jean Lacouture i Carlos Franqui.
Finalment, el cost total de la pel·lícula pujarà a 450.000 francs (pel·lícula, material, laboratori, despeses de viatge) o sigui 561.000 euros (valor de 2015).